# ATP Studena Croatia Open Umag 2010
ATP Studena Croatia Open Umag 2010 — тенісний турнір, що проходив на ґрунтових кортах у місті Умаг, Хорватія з 26 липня . Належав до категорії ATP World Tour 250.

## Фінальна частина

### Одиночний розряд
Хуан Карлос Ферреро —  Потіто Стараче 6–4, 6–4

### Парний розряд
Леош Фридль /  Філіп Полашек —  Франтішек Чермак /  Міхал Мертиняк 6–3, 7–6(9–7)